# Авена, Каличто
Каличто Авена Касас (исп. Calixto Avena; 18 октября 1943, Сан-Антеро, Кордова — 21 января 2021, Лорика, Кордова) — колумбийский футболист, игравший на позиции вратаря.

## Биография
Авена родился 18 октября 1943 года в Сан-Антеро, помимо футбола занимался баскетболистом, софтболом и лёгкой атлетикой.
Авена дебютировал в профессиональном футболе в клубе «Мильонариос» в 1963 году. С этой командой ему удалось дважды стать чемпионом Колумбии. В 1965 году он перешёл в «Атлетико Хуниор», где выступал до 1970 года. Он представлял сборную Колумбии в квалификации к чемпионату мира 1966 года в матчах против команд Эквадора (две игры) и Чили.
20 декабря 2020 года он поступил в клинику после заражения COVID-19, и, хотя сначала ему удалось побороть болезнь (10 января его выписали), её последствия вызвали пневмонию. Авена скончался 21 января 2021 года в городе Лорика (Колумбия). О смерти футболиста сообщил его сын Луис Карлос Авена. Ему было 77 лет.